# The Praise Agent
The Praise Agent è un film muto del 1919 diretto da Frank Hall Crane. Aveva come interpreti Arthur Ashley, Dorothy Green, Jack Drumier, Lucille La Verne, Jack W. Johnston, Lola Frink e Mrs. Priestly Morrison.

## Trama
Dopo che la compagnia di giro per cui lavorava ha chiuso i battenti, Jack Bartling, l'addetto stampa teatrale, si trova senza lavoro, bloccato in una città di provincia. Riesce a farsi assumere, con l'incarico di prendersi cura della pubblicità, dalla leader delle suffragette locali, la signora Eubanks, moglie di un senatore proprietario di una fabbrica di sapone. Il nuovo impegno porta Bartling a frequentare anche Nell, la figlia degli Eubanks, di cui finisce per innamorarsi, provocando la contrarietà dei genitori: il padre mette come condizione alle nozze che Jack tenga la figlia, pure lei suffragetta, fuori dai guai mentre la madre pretende che converta suo marito alla causa delle donne. Durante una manifestazione di protesta davanti alla residenza del governatore, Jack salva Nell dall'essere arrestata, inimicandosi in questo modo la signora Eubanks che avrebbe voluto al contrario che anche la figlia venisse fermata. Gli Eubanks, poi, si trasferiscono a New York; Jack riesce però a rintracciarli e, vestito da lavavetri, si intrufola nel loro appartamento. Convince la signora Eubanks che le suffragette di tutto il paese ritagliano i buoni da dieci centesimi di Floating Lily, il sapone che commercializza il marito. Il senatore, pur di non pagare i 650.000 dollari per i tagliandi del sapone, accetta di sostenere il movimento delle suffragette. Jack, adesso, ha tutte le carte in regola per ricevere il consenso dei genitori di Nell al matrimonio.

## Produzione
Il film venne prodotto dalla World Film.

## Distribuzione
Il copyright del film, richiesto dalla World Film Corp., fu registrato il 5 agosto 1919 con il numero LU14043. Distribuito dalla World, il film uscì nelle sale cinematografiche statunitensi l'11 agosto 1919.
Non si conoscono copie ancora esistenti della pellicola che viene considerata presumibilmente perduta.